# 大西賢治
大西 賢治（おおにし けんじ、1963年〈昭和38年〉5月18日 - ）日本の政治家。愛媛県四国中央市長（1期）。

## 来歴
愛媛県川之江市で生まれる。1982年（昭和57年）3月に愛媛県立川之江高等学校を卒業。1988年（昭和63年）3月、早稲田大学法学部卒業。卒業後、同年より川之江市役所に勤める。2004年（平成16年）4月、市町村合併により四国中央市職員となった。その後、2015年（平成27年）四国中央市福祉部生活福祉課長、2019年（平成31年）福祉部長兼福祉事務所長、2020年（令和2年）市民部長、2022年（令和4年）政策部長を歴任した。2023年（令和5年）3月に市役所を退職した。

### 2025年四国中央市選挙
2025年（令和7年）1月23日に市長選挙への立候補を表明した。新人同士4人での争いとなったが、これを制して初当選を果たした。
※当日有権者数：67,993人 最終投票率：49.43%（前回比： 4.49pts）
| 候補者名 | 年齢 | 所属党派 | 新旧別 | 得票数       | 得票率 | 推薦・支持 |
| -------- | ---- | -------- | ------ | ------------ | ------ | ---------- |
| 大西賢治 | 61   | 無所属   | 新     | 12,954.691票 | 38.92% | -          |
| 髙橋誠   | 60   | 無所属   | 新     | 8,841票      | 26.56% | -          |
| 篠永誠司 | 59   | 無所属   | 新     | 7,863票      | 23.62% | -          |
| 大西英彦 | 67   | 無所属   | 新     | 3,625.308票  | 10.89% | -          |

4月28日に四国中央市長へ就任した。